# La città del peccato
La città del peccato (City for Conquest) è un film del 1940 diretto da Anatole Litvak e ispirato al romanzo omonimo scritto nel 1936 da Aben Kandel.

## Trama
Danny Kenny è un giovane cresciuto nel quartiere povero dell'East Side di New York, che si ritrova ad affrontare le sfide della vita insieme al fratello Eddie e alla sua amica Peggy Nash. Fin da giovani, Danny, Peggy e Eddie sognano di uscire dalla miseria e di cambiare il loro destino. Mentre Eddie aspira a diventare un musicista di successo, Peggy sogna di fare carriera come ballerina. Danny, invece, inizialmente non ha interesse per il pugilato, ma, dopo aver vinto un titolo dei New York Golden Gloves, decide di intraprendere la carriera professionale di pugile per aiutare il fratello a pagarsi la scuola di musica. Danny diventa rapidamente un contendente per il titolo mondiale dei pesi welter, mentre Peggy, dopo aver incontrato il campione di danza Murray Burns, inizia a lavorare con lui, mettendo in secondo piano la sua relazione con Danny. La carriera di Peggy decolla, ma, nonostante il suo successo, la sua connessione emotiva con Danny rimane forte. Dopo un periodo di separazione, Peggy decide di tornare da Danny, ma la sua carriera da ballerina prende una piega inaspettata, facendola tornare di nuovo sui suoi passi, e questo genera una frattura nel loro rapporto. Nel frattempo, Danny, pur continuando a brillare nel pugilato, subisce un ingiusto trattamento durante un incontro titolato, in cui l'avversario usa un trucco sleale che lo acceca temporaneamente. Peggy, che ascolta la radio mentre il combattimento si svolge, è devastata dalla notizia della sconfitta di Danny. La sua carriera di ballerina termina bruscamente e si riduce a esibirsi in piccole produzioni locali. Danny, d’altra parte, rinuncia alla boxe a causa dei danni alla vista e inizia a lavorare come venditore di giornali, dove acquisisce un gruppo di affezionati clienti. Eddie, che riesce a farsi strada nel mondo della musica, trova finalmente il successo come compositore di canzoni per Broadway, ma il suo vero sogno è la musica strumentale. Alla fine, quando Eddie riesce a presentare la sua prima grande sinfonia alla Carnegie Hall, decide di dedicarla a Danny, il quale la ascolta con orgoglio dalla sua bancarella. Alla fine, Peggy, emozionata dall’ascolto della sinfonia, decide di incontrare Danny, nonostante creda che lui sia ancora arrabbiato con lei. I due si riuniscono, rendendo omaggio al loro passato e al loro amore mai dimenticato.

## Camei
L'attore Anthony Quinn e il celebre regista Elia Kazan appaiono in due ruoli minori.